# Banne

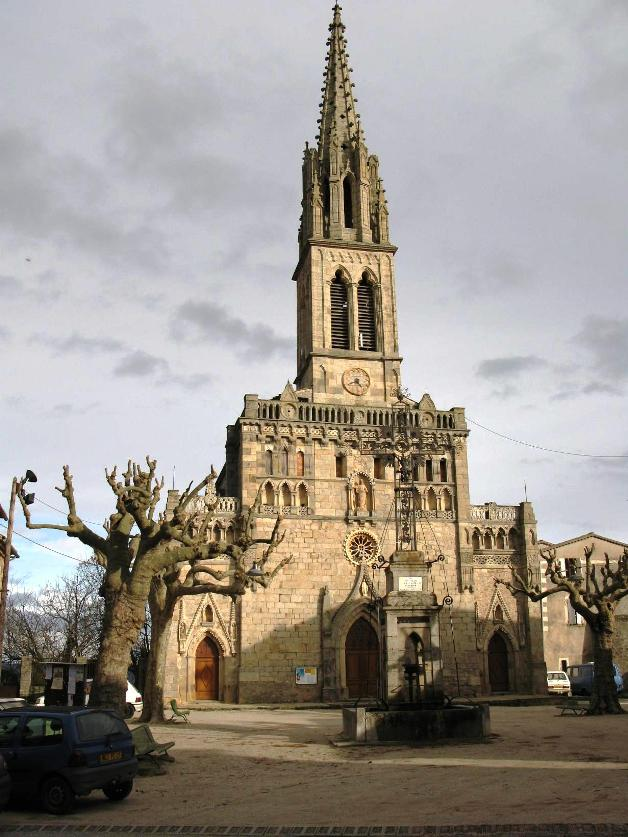
Katedra św. Piotra i Pawła (2008)

Banne – miejscowość i gmina we Francji, w regionie Owernia-Rodan-Alpy, w departamencie Ardèche.
Według danych na rok 1990 gminę zamieszkiwało 535 osób, a gęstość zaludnienia wynosiła 16 osób/km² (wśród 2880 gmin regionu Rodan-Alpy Banne plasuje się na 1114. miejscu pod względem liczby ludności, natomiast pod względem powierzchni na miejscu 171.).